# 塔村區
塔村區（英語：London Borough of Tower Hamlets，/lʌndən bʌɹə ɒv ˈtaʊə ˌhæmlɪts/ⓘ），意為“倫敦塔”（Tower）外的“村落”（Hamlets），是英國英格蘭大倫敦內倫敦的自治市，人口212,800，面積19.77平方公里，是英國最大的穆斯林社區，超過30%人口為孟加拉裔。英國最大的清真寺东伦敦清真寺亦位於此區。

## 簡介
轄區鄰近倫敦市，屬商業區之一。在十九世紀至二十世紀中，轄區曾是倫敦對外貿易中心。自1960年代航運業衰頹，轄區逐漸轉型，成為金融中心區。

## 人口
轄區從十九世紀起，隨著對外貿易發展人口不斷上升。至1940年代人口共有489,956人。然而在航運業衰微後，目前人口比高峰期少了約一半。

## 景點
- 金丝雀码头（Canary Wharf）
- 倫敦匯豐銀行總部

## 外部連結
- （英文）塔村區 政府網 （页面存档备份，存于）

51°31′N 0°03′W / 51.517°N 0.050°W